# Mesembrinella fulvipes
Mesembrinella fulvipes är en tvåvingeart som beskrevs av Aldrich 1922. Mesembrinella fulvipes ingår i släktet Mesembrinella och familjen spyflugor. Inga underarter finns listade i Catalogue of Life.